# 杰拉尔丁·比米什
杰拉尔丁·比米什（英語：Geraldine Beamish，1883年6月23日—1972年5月10日），旧姓拉姆齐（Ramsey），英国女子网球运动员。她曾代表英国参加1920年夏季奥林匹克运动会网球比赛，联同多萝西·霍尔曼获得女子双打银牌。